# Ute Thimm
Ute Thimm, z domu Finger (ur. 10 lipca 1958 w Bochum) – niemiecka lekkoatletka specjalizująca się w biegach sprinterskich, dwukrotna uczestniczka letnich igrzysk olimpijskich (Los Angeles 1984, Seul 1988), brązowa medalistka olimpijska z Los Angeles w biegu sztafetowym 4 × 400 metrów. W czasie swojej kariery reprezentowała Republikę Federalną Niemiec.

## Sukcesy sportowe
- srebrna medalistka mistrzostw RFN w biegu na 100 metrów (1985)[1]
- sześciokrotna medalistka mistrzostw RFN w biegu na 200 metrów – złota (1987) oraz pięciokrotnie srebrna (1982, 1983, 1984, 1985, 1988)[2]
- siedmiokrotna medalistka mistrzostw RFN w biegu na 400 metrów – trzykrotna złota (1981, 1984, 1987), trzykrotnie srebrna (1982, 1983, 1988) oraz brązowa (1986)[3]
- złota medalistka halowych mistrzostw RFN w biegu na 60 metrów (1985)[4]
- dwukrotna złota medalistka halowych mistrzostw RFN w biegu na 200 metrów (1984, 1985)[5]
- złota medalistka halowych mistrzostw RFN w biegu na 400 metrów (1986)[6]

| Rok  | Miasto      | Zawody               | Konkurencja                                         | Wynik                               |
| ---- | ----------- | -------------------- | --------------------------------------------------- | ----------------------------------- |
| 1982 | Ateny       | mistrzostwa Europy   | sztafeta 4 × 400 m                                  | 4. miejsce                          |
| 1983 | Helsinki    | mistrzostwa świata   | sztafeta 4 × 400 m                                  | 6. miejsce                          |
| 1984 | Los Angeles | igrzyska olimpijskie | sztafeta 4 × 400 m sztafeta 4 × 100 m bieg na 400 m | brązowy medal 5. miejsce 6. miejsce |
| 1986 | Stuttgart   | mistrzostwa Europy   | sztafeta 4 × 400 m bieg na 400 m                    | srebrny medal 5. miejsce            |
| 1987 | Rzym        | mistrzostwa świata   | sztafeta 4 × 400 m sztafeta 4 × 100 m               | 5. miejsce                          |
| 1988 | Seul        | igrzyska olimpijskie | sztafeta 4 × 400 m sztafeta 4 × 100 m               | 4. miejsce                          |

## Rekordy życiowe
- bieg na 60 metrów (hala) – 7,25 – Karlsruhe 31/01/1986
- bieg na 100 metrów – 11,31 – Stuttgart 02/08/1985
- bieg na 200 metrów – 22,87 – Praga 28/06/1987
- bieg na 200 metrów (hala) – 23,14 – Sindelfingen 29/01/1986
- bieg na 400 metrów – 50,28 – Seul 25/09/1988
- bieg na 400 metrów (hala) – 51,61 – Sindelfingen 08/02/1986